# ماه عسل در وگاس
ماه عسل در وگاس (به انگلیسی: Honeymoon in Vegas) فیلمی در ژانر کمدی رمانتیک محصول سال ۱۹۹۲ آمریکا و به نویسندگی و کارگردانی اندرو برگمن است. در این فیلم بازیگرانی همچون جیمز کان، نیکلاس کیج، سارا جسیکا پارکر، پیتر بویل، سیمور کاسل، پت موریتا، جان کاپودیس، برونو مارس، رابرت کوستانزو، آن بنکرافت، تونی شالهوب و بورتون گیلیام ایفای نقش کرده‌اند.